# Landtagswahlkreis Dortmund III
Der Landtagswahlkreis Dortmund III ist ein Landtagswahlkreis in Dortmund in Nordrhein-Westfalen. Seit der Landtagswahl in Nordrhein-Westfalen 2022 umfasst er die Kommunalwahlbezirke 15 bis 24 im Osten der Stadt.

## Geschichte
Von 1980 bis 1995 erstreckte sich der Wahlkreis Dortmund III aus den Stadtbezirken Mengede (heute Landtagswahlkreis Dortmund I) und Eving (heute Landtagswahlkreis Dortmund II), 2000 kam ein Teil von Huckarde (heute Dortmund I) hinzu.
Zur Landtagswahl in Nordrhein-Westfalen 2005 wurde der Zuschnitt aller Dortmunder Wahlkreise geändert. Der Wahlkreis Dortmund III umfasste nunmehr die Stadtbezirke Aplerbeck (bislang Wahlkreis Dortmund V), Brackel und Scharnhorst (bislang Wahlkreis Dortmund IV).
Seit der Landtagswahl 2022 orientiert sich der Zuschnitt der Dortmunder Wahlkreise an den Kommunalwahlbezirken. Der Wahlkreis Dortmund III wurde im Zuge dessen verkleinert, zugunsten insbesondere des Wahlkreises Dortmund II.

## Landtagswahl 2022
Ergebnis der Landtagswahl 2022
| Direktkandidat              | Partei           | Erststimmen in % | Zweitstimmen in % |
| --------------------------- | ---------------- | ---------------- | ----------------- |
| Nadja Lüders                | SPD              | 38,7             | 34,9              |
| Ina Brandes                 | CDU              | 27,7             | 27,5              |
| Xenia Buxmann               | FDP              | 4,1              | 4,9               |
| Jacques Armel Dsicheu Djiné | GRÜNE            | 15,9             | 17,8              |
| Dirk Thomas                 | AfD              | 6,1              | 5,9               |
| Andreas Esch                | LINKE            | 2,1              | 1,9               |
| Sebastian Everding          | Tierschutzpartei | 2,0              | 2,0               |
| Patrick Meyer               | PARTEI           | 2,5              | 1,7               |
| Thomas Krurup               | dieBasis         | 0,9              | 0,7               |
| —                           | Sonstige         | —                | 7,04              |

## Landtagswahl 2017
Wahlberechtigt waren 117.178 Einwohner, von denen sich 62,2 % an der Wahl beteiligten.
| Direktkandidat       | Partei   | Erststimmen in % | Zweitstimmen in % |
| -------------------- | -------- | ---------------- | ----------------- |
| Nadja Lüders         | SPD      | 43,7             | 39,3              |
| Sarah Beckhoff       | CDU      | 28,6             | 25,7              |
| Mustapha Essati      | GRÜNE    | 4,7              | 5,8               |
| Katharina Magerstedt | FDP      | 7,6              | 10,0              |
| Nadja Reigl          | PIRATEN  | 1,8              | 1,2               |
| Celine Erlenhofer    | LINKE    | 5,8              | 5,3               |
| Bernd Schreyner      | AfD      | 7,5              | 8,7               |
| Sonstige             | Sonstige | 0,3              | 3,9               |

Der Wahlkreis wird im Landtag durch die direkt gewählte Wahlkreisabgeordnete Nadja Lüders (SPD) vertreten, die dem Parlament seit 2010 angehört.

## Landtagswahl 2012
Wahlberechtigt waren 118.957 Einwohner.
| Direktkandidat    | Partei   | Erststimmen in % | Zweitstimmen in % |
| ----------------- | -------- | ---------------- | ----------------- |
| Ulf Katler        | CDU      | 21,7             | 18,5              |
| Nadja Lüders      | SPD      | 52,9             | 49,4              |
| Mario Krüger      | GRÜNE    | 10,1             | 11,5              |
| Susanne Noritzsch | FDP      | 3,7              | 5,7               |
| Helmut Eigen      | LINKE    | 3,2              | 2,9               |
| Manon Heiland     | PIRATEN  | 8,4              | 8,1               |
| —                 | Sonstige | —                | 3,9               |

## Landtagswahl 2010
Wahlberechtigt waren 119.471 Einwohner.
| Direktkandidat       | Partei  | Erststimmen in % | Zweitstimmen in % |
| -------------------- | ------- | ---------------- | ----------------- |
| Ulf Katler           | CDU     | 28,8             | 27,2              |
| Nadja Lüders         | SPD     | 46,0             | 43,7              |
| Martin Tönnes        | GRÜNE   | 10,7             | 12,1              |
| Lars Rettstadt       | FDP     | 3,7              | 4,7               |
| Cassandra Wächter    | NPD     | 1,3              | 1,1               |
| Hans-Christian Tödt  | LINKE   | 6,2              | 6,4               |
| David Faku           | BüSo    | 0,1              | 0,1               |
| Hanns-Jörg Rohwedder | Piraten | 1,7              | 1,4               |
| Ludwig Hesse         | RENTNER | 1,5              | 1,2               |

## Landtagswahl 2005
Wahlberechtigt waren 121.257 Einwohner.
| Direktkandidat     | Partei | Stimmen in % |
| ------------------ | ------ | ------------ |
| Harald Schartau    | SPD    | 47,8         |
| Uwe Waßmann        | CDU    | 35,7         |
| Silke Hengstenberg | FDP    | 4,4          |
| Martin Tönnes      | GRÜNE  | 5,8          |
| Barbara Behrendt   | REP    | 0,8          |
| Carsten Krämer     | PDS    | 1,4          |
| Manfred Sträter    | WASG   | 2,7          |
| Karl-Michael Vitt  | BüSo   | 0,4          |
| Christian Warzecha | NPD    | 1,0          |